# 曲骨穴
曲骨穴（きょっこつけつ）は、任脈に所属する第2番目の経穴である。武道・武術では北辰穴という。

## 部位
白線上で恥骨上際中央にある。

## 筋肉・神経・血管
知覚神経は腸骨下腹神経前皮枝、腸骨鼠径神経、血管は浅腹壁動脈、下腹壁動脈が通る

## 名前の由来
曲は下腹部の恥骨上縁の湾曲、極は横骨（現在の恥骨）から名づけられた

## 効能
生殖器、泌尿器系に効果がある。膀胱炎、夜尿、生理不順、婦人病に効く。